# Epacris exserta
Epacris exserta är en ljungväxtart som beskrevs av Robert Brown. Epacris exserta ingår i släktet Epacris och familjen ljungväxter. Inga underarter finns listade i Catalogue of Life.